# Glasvleugelpijlstaart
De glasvleugelpijlstaart (Hemaris fuciformis) is een vlinder uit de familie van de pijlstaarten (Sphingidae). 

## Kenmerken
Met zijn geelbruine pels, witte band, zwart achterwerk en doorzichtige vleugels lijkt de glasvleugelpijlstaart op een fors uitgevallen hommel. De spanwijdte bedraagt tussen de 38 en 48 millimeter.

## Leefwijze
Het is een snelle vlieger die al stilhangend met zijn lange tong nectar uit bloemen van onder andere rododendrons, vlinderstruiken en koekoeksbloemen kan drinken.

## Verspreiding en leefgebied
De vlinder komt voor in Noord-Afrika, Europa (uitgezonderd Noord-Scandinavië) en Centraal- en Oost-Azië. In Nederland is hij vooral boven zandgrond vrij algemeen. De vliegtijd loopt van eind april tot half september; per jaar vliegen twee generaties.

## Rups en zijn waardplanten
Waardplanten van de rupsen zijn kamperfoelie- en walstrosoorten. De rupsen, met de voor de pijlstaartenfamilie kenmerkende puntstaart en vaak rode ringen om de stigma's, zijn te zien van juni tot augustus. Overwinteren gebeurt als pop tussen dorre bladeren op de grond. 

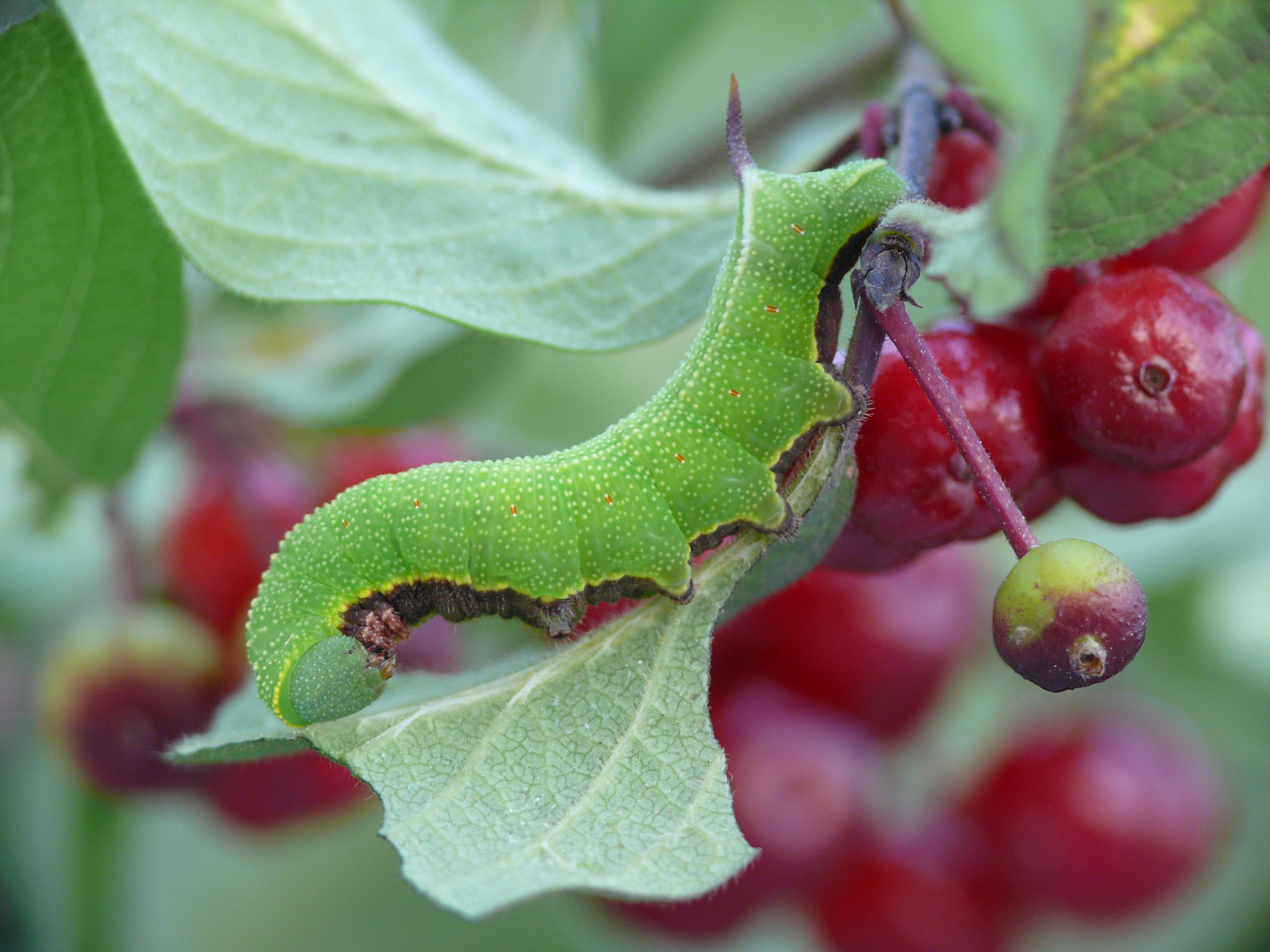
Rups
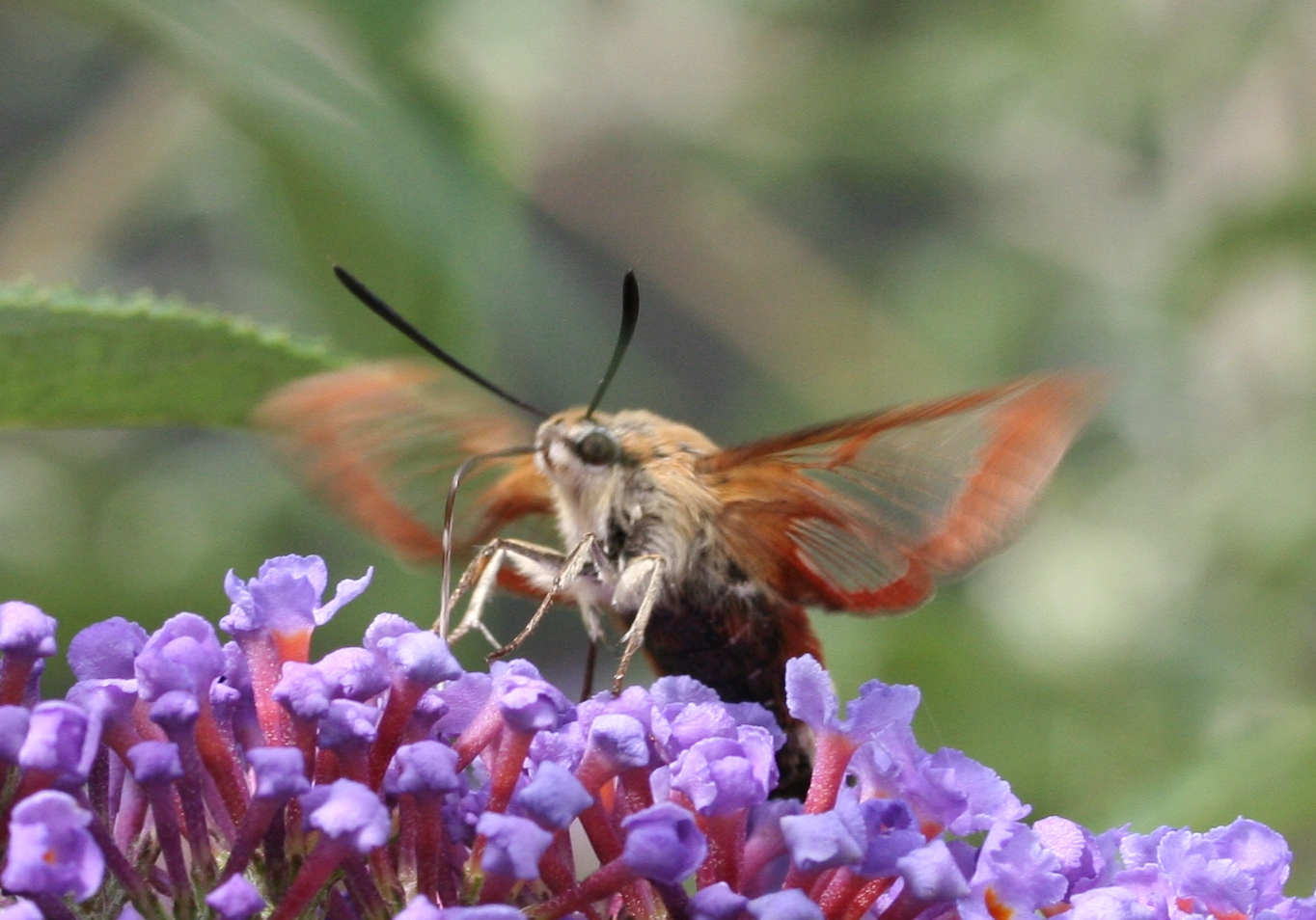
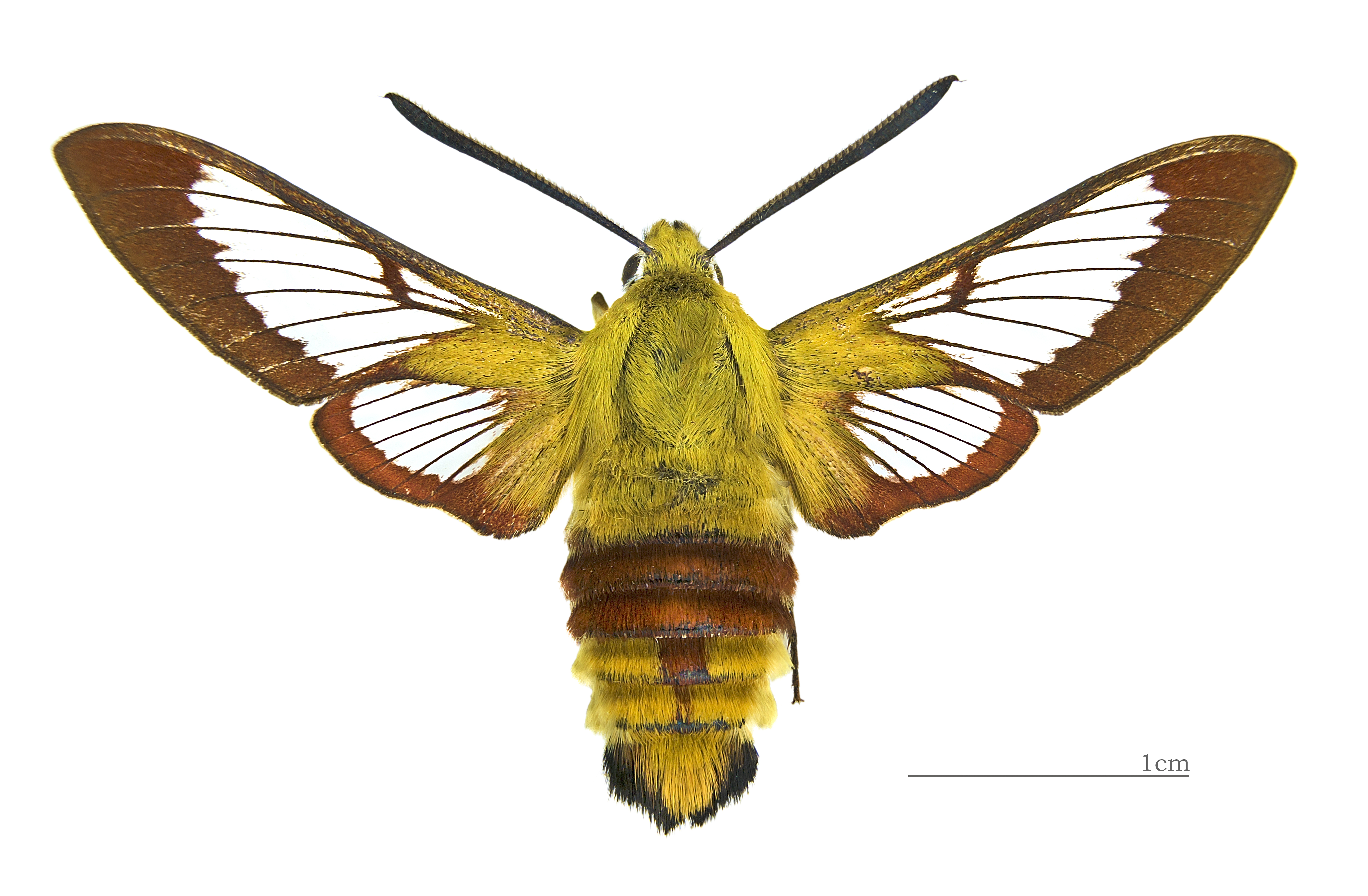
Rugzijde
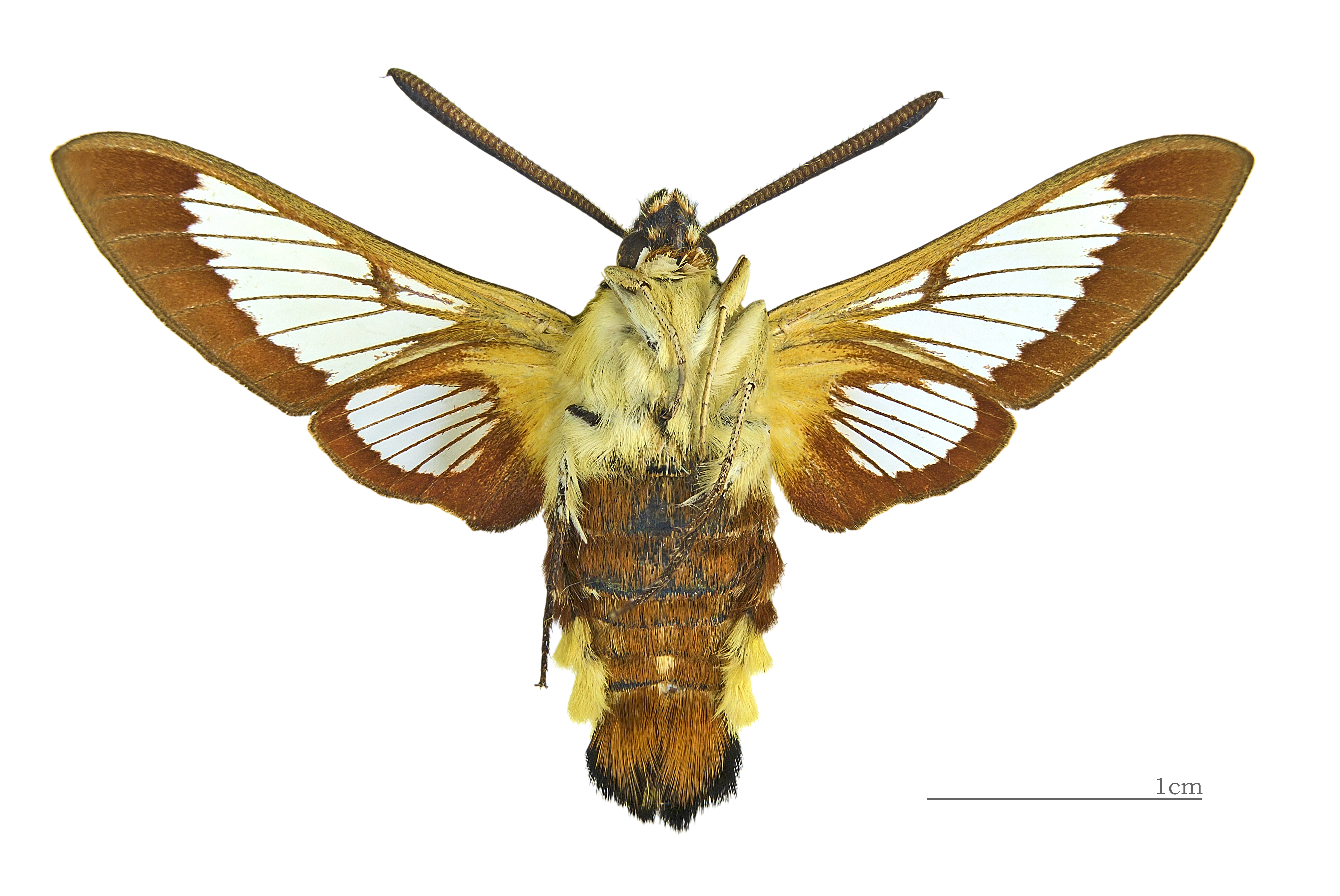
Buikzijde